# Elegia americana (libro)
Elegia americana (Hillbilly Elegy: A Memoir of a Family and Culture in Crisis) è un libro scritto da J. D. Vance pubblicato nel giugno 2016. È un libro di memorie e autobiografico, che racconta le difficoltà e la giovinezza dello stesso autore cresciuto sui monti Appalachi, della sua famiglia del Kentucky, dei problemi socioeconomici della sua città di Middletown in Ohio.
Dallo stesso libro è stato tratto nel 2020 un film omonimo, diretto dal regista Ron Howard.

## Titolo
Il titolo originale significa letteralmente "Elegia del bifolco" (essendo questo il significato di hillbilly), il che lascia intendere molto più chiaramente di quale America l'autore sta parlando: non una generica America, ma un'America rurale, considerata dai più rozza e spregevole.

## Contenuto

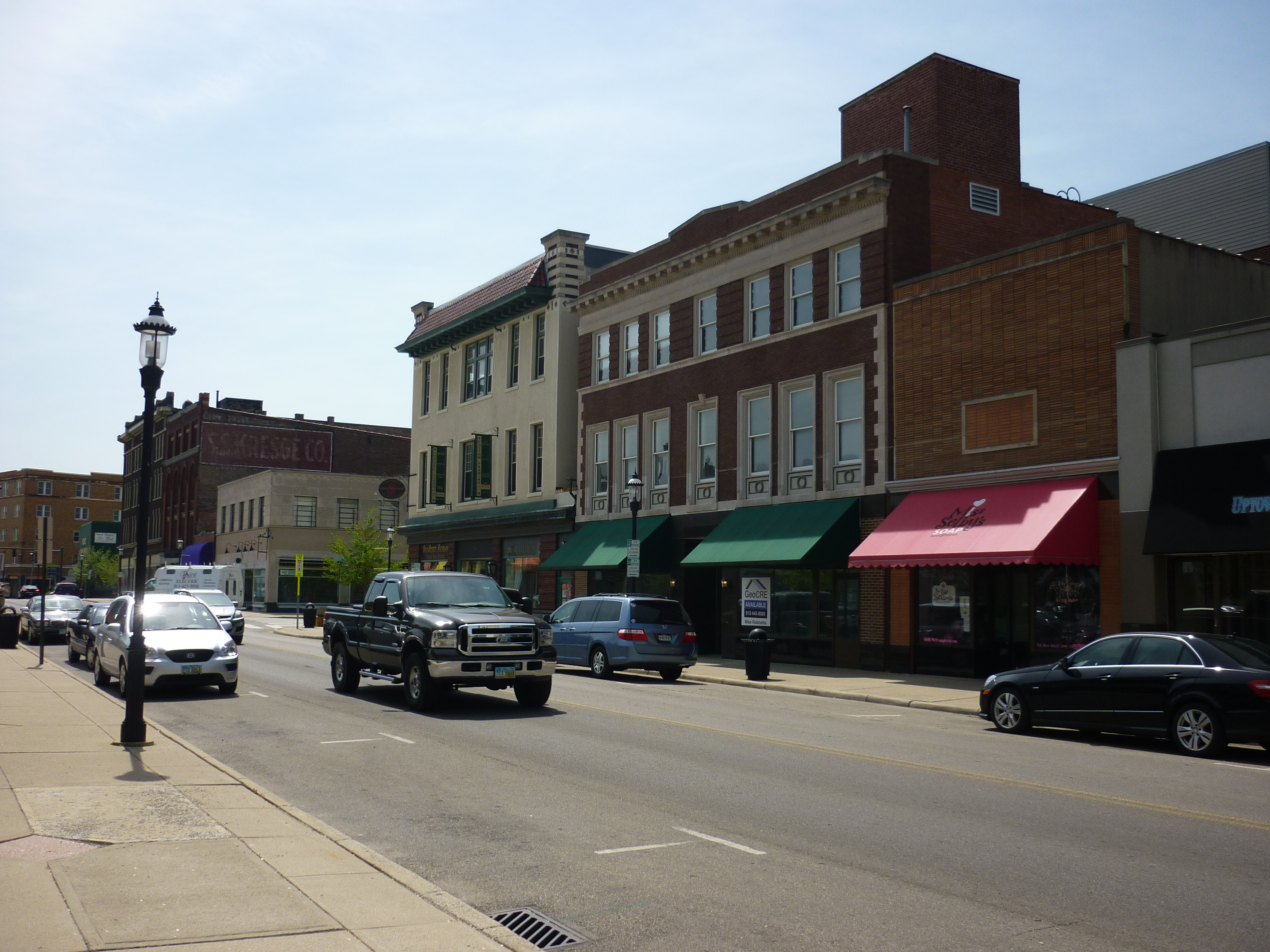
Immagine delle strade di Middletown, sfondo dell'infanzia di J.D. Vance raccontata nelle pagine del libro

Il libro di J.D. Vance offre un resoconto dettagliato della sua infanzia e del contesto familiare a Middletown, Ohio, dove esplora la storia di povertà e lavori manuali della sua famiglia, mettendo in evidenza le difficoltà economiche e sociali che ha affrontato.
Originaria della contea di Breathitt, Kentucky, la famiglia materna di Vance è radicata nella cultura appalachiana, nota per valori come la lealtà e l’amore per la patria, ma anche per la presenza di violenza domestica e abusi verbali. Vance racconta l'alcolismo dei nonni e le difficoltà della madre, caratterizzata da dipendenze da droga e relazioni problematiche. Dopo la riconciliazione dei nonni, essi divengono i suoi tutori. Descrive come la severa, ma stimolante, nonna abbia svolto un ruolo cruciale nella sua educazione, permettendogli di lasciare Middletown per frequentare l'Università Statale dell'Ohio e successivamente la Yale Law School.
Nel libro viene analizzato anche il contesto socio-economico della Rust Belt, caratterizzato da una crisi industriale che ha avuto un impatto pesante sulle comunità locali. Vance riflette sulle responsabilità individuali e collettive di fronte alle sfide economiche e sociali, criticando la cultura hillbilly per il suo ruolo nella disintegrazione sociale e l’insicurezza economica dell’Appalachia. L'autore osserva inoltre nel testo le discrepanze tra coloro che ricevono assistenza sociale e chi, come lui, fatica a permettersi beni di base. I suoi racconti includono episodi che mettono in luce la mancanza di etica lavorativa di alcuni abitanti locali, come un uomo che abbandona il lavoro a causa degli orari o un collega che si assenta dal lavoro senza giustificazioni nonostante la fidanzata incinta. Il cambiamento politico dell'Appalachia, da un forte orientamento democratico a una netta affiliazione repubblicana, viene anche esplorato nel contesto dei valori personali e morali espressi nel libro.